# Bród (Secemin)
Secemin – przysiółek wsi Secemin w Polsce, położony w województwie świętokrzyskim, w powiecie włoszczowskim, w gminie Secemin.
W latach 1975–1998 przysiółek administracyjnie należał do województwa częstochowskiego.